# North Barrington
North Barrington – wieś w Stanach Zjednoczonych, w stanie Illinois, w hrabstwie Lake.